# حيدر إبراهيم علي
حيدر إبراهيم علي (11 مايو 1943-) مفكر وكاتب وعالم اجتماع سوداني تخصص في علم الاجتماع الديني وأفرد جزءاً كبيراً من مشروعه الفكري لنقد الإسلام السياسي. اشتغل كذلك على فكرة التنوير والتحرير.

## مؤهله العلمي
- حصل على دبلوم في التاريخ والتربية عام 1966، من كليّة التربية، أم درمان
- حصل على ليسانس في علم الاجتماع من جامعة القاهرة 1970
- الدكتوراه في فلسفة العلوم الاجتماعية من جامعة فرانكفورت عام 1978
- عمل في العديد من الجامعات والمراكز البحثية على امتداد الوطن العربي[3]

## المناصب التي تقلدها
- 1985 حتى الآن المشرف على التقرير الاستراتيجي السوداني السنوي—عضو مجلس أمناء الجمعية العربية لعلم الاجتماع
- 1990 - 1993 منسّق الدراسات والنشر بالمجلس القومي للثقافة العربية -- الرباط
- 1993 مدير مركز الدراسات السودانية
- 1995 حتى الآن رئيس تحرير مجلة كتابات سودانية
- 1996 - 1998 الأمين العام للجمعية العربية لعلم الاجتماع [4]

## أحاديثه التلفزيونية وندواته
قدم حيدر إبراهيم على العديد من اللقاءات التلفزيونية وشارك في عدد كبير من الندوات الفكرية والجماهيرية للجاليات العربية والسودانية حول العالم اهمها:
- لقاء مع قناة النيل الثقافية - برنامج أما بعد وفقرة [5]
- ندوة الدكتور حيدر إبراهيم بمانشستر 6 نوفمبر 2012 قدم الندوة وعقب عليها د. عبد السلام نور الدين[6]
- منارات حلقة المفكّر السوداني الدكتور حيدر إبراهيم علي [7]
- ندورة فكرية عن تجربة حكم الاخوان المسلمين في السودان[8]
- قدم ندوة علمية في فاعليات مركز دال للأبحاث والإنتاج الإعلامي بمقر الأبحاث بالقاهرة يوم الخميس 23 أبريل 2015م [9]

## مركز الدراسات السودانية
- في عام 1992 اسس دكتور حيدر إبراهيم على مركز الدراسات السودانية بالقاهرة، وقال عنه في ندوة بمركز الاهرام بمناسبه الذكرى 20 لتاسيسه التالى:

| حيدر إبراهيم علي | بدأت الفكرة في الإمارات العربية المتحدة ولم يقدر لها أن ترى النور-- إلى أن تبلورت حين كنت إستاذا جامعيا في المغرب على إثر انقلاب 1989-- وفى البدايات لم يكن هناك مقر أو تسجيل قانونى -- وكنا نوزع مطبوعاتنا المحدودة في حقيبة كتف للاستاذ صلاح الزين المقيم الآن في الولايات المتحدة والذى كان له دور بارز في عملية التاسيس إلى أن حصلنا على مقر كان عبارة عن غرفه وصالة صغيرة في شارع شامبليون بالقاهرة-- ولكنه سرعان ما تحول إلى خلية نحل ومقصد يعج بالحركة-- وكان شعارنا " كن واقعيا وأطلب المستحيل " الذى استعرناه من ثورات الشباب في أوروبا في نهاية ستينيات القرن الماضى . وتحت هذا الشعار انجزنا الكثير مما نعتز به-- حيث وصل العدد الاخير من مجلة " كتابات سودانية " إلى الإصدار قم 55 -- وهو رقم لم تصله اى مجلة سودانية أخرى على الاطلاق-- حيث تصدر المجلات لمدة عام أو عامين ثم تتوقف-- وأصدرنا 220 كتابا في مختلف المجالات الافكرية والإبداعيه-- وأصدرنا 12 عدد من التقرير الاستراتيجى السودانى على مدى 12 عام-- وكذلك العديد من الندوات الكبرى التى أصدرناها في كتب-- وأصبح إنتاج المركز مصدرا لا غنى عنه للكتاب والباحثين والرسائل العلميه-- كما حرصنا أيضا على أن يكون هذا الإنتاج " نوعيا "-- فلم نكن نقبل بوضع اسم أو شعار المركز لمن لا يستحق-- وكانت اختياراتنا مبنية على معيار وحيد هو المضمون والابداع | حيدر إبراهيم علي |

- كتب الشاعر السودانى عفيف إسماعيل المقيم بأستراليا عن المركز ادناه في الحوار المتمدن

| حيدر إبراهيم علي | تاريخ مركز الدراسات السودانية منذ ميلاده في أوائل التسعينات من القرن الماضي وحتي الآن يقول بانه استطاع ان يفعل في مجاله ما لم تفعله معظم وزرات الثقافة منذ استقلال السودان--تجاه هزيمة الشفاهة وخلق بعث فكري يواكب تطورات صناعة الثقافة علي مستوي العالم-- فهو يعطي تجارب ودارسات عملية ومعملية في كيفية صناعة الثقافة في السودان لكل من يريد ان يتعلم جدية العمل في هذا الحقل الذي تسير فيه أغلب المنظمات الشبيهة بجهد الإستنساخ البرامجي الغارق في التشابه والفجاجة-- أو الإتكاءة علي تاريخ بعيد توقفت عجلة زمن القائمين علي أمره في تلك الأزمان الوارفة-- وصار الإجترار هو سيد التخطيط البرامجي-- في وقت يحتاج كل يوم لفكرة جديد تساير اللهث المارثوني لتعقيدات المجتمع السوداني الثقافية والإجتماعية والسياسية. | حيدر إبراهيم علي |

- نقل مركز الدرسات السودانية بعض من نشاطه إلى السودان وافتتح مركزا له في الخرطوم بعد اطلاق السلطات السودانية الحريات الصحفية، لكن اضطرت السلطات إلى اغلاقه عام 2012 , هذا واصدرت العديد من المنظمات[12] والشخصيات بيانات تندد باغلاقه كما اصدر دكتور حيدر إبراهيم على بيان يندد باغلاقه[13]

## جهاز الأمن السوداني ومؤلفاته
كتب دكتور حيدر إبراهيم علي العديد من الكتب والمقالات ومنعت السلطات السودانية معظم مقالاته الناقدة لهم كما منعت بعض من كتبه من التداول في السودان كان ما ابرزها:
- أزمنة الريح والقلق والحرية، سيرة ذاتية
- سقوط المشروع الحضاري
- أزمة الإسلام السياسي
- الجبهة القومية في السودان نموذجاً
- الامنوقراطية وتجدد الإستبداد في السودان
- كتاب مراجعات الإسلاميين السودانيين
- كسب السلطة وخسارة الدين[14]

## من مقالاته
| حيدر إبراهيم علي | عثمان على نور الذى يجذبك فورا على المستوى الشخصى و المظهرى ذلك الرجل الرقيق و الدقيق الذى لا يثقل ارضا و لا يسد فضاء , يجعلك تتساءل كيف تحمل هذا الجسم الناحل عبء مسؤولية ريادة القصة القصيرة,و لم يتوقف عند كتابة القصة و ارسالها إلى الصحف و المجلات بل اصر على اصدار مجلة خاصة بالقصة القصيرة قبل ان يفكر في ذلك يحى حقى او يوسف ادريس او زكريا تامر .فهو رائد على المستوى القومى و ليس المحلى فقط و كان اصدار مجلة يقتضى قدرا من التضحيات بالمال و الزمن و الجهد ,وهذا ما لا يستطيعه و لا يقوم به الا النبلاء من البشر و هم قلائل. | حيدر إبراهيم علي |

- أما أن الإسلامويين هم المستفيدون الوحيدون من الربيع العربي، فهذا علي المدي القصير. الإسلامويون معارضون جيدون ولكنهم حكام فاشلون وسيئون حين جربوا في السودان، وإيران، وباكستان ضياء الحق، وافغانستان طالبان. وهنا مشكلة منهجية يقولون ان الحركة الإسلامية ليست شيئا واحدا ولكنهم هم الذين يتحدثون عن الصحوة الإسلامية بلا تمييز ويهللون لانتصار أي حركة إسلامية في أي مكان ويفتخرون بذلك. وسوف يواجه الاسلامويون – حين يحكمون- مشكلات اقتصادية وسياسية واجتماعية معقدة لن تحل بالتعاويذ والرقى أو الشعارات؛ ولكن بالتخطيط والفهم العلمي للواقع الواقع وليس المتخيل أو الافتراضي. مشكلة الاسلامويين أنهم تركوا مستقبلهم خلفهم ولهذا تتغلب علي فكرهم الماضوية رغم الحديث النظري عن الأصالة والمعاصرة ولكنهم لم يحلوا المعادلة الصعبة بعد.
- لا تبقي من شعارات وأفكار الإسلام السياسي أي أثار من بقايا مرحلة الإسلاموية. وهو يميل الآن للحلول الوسط في كل الامور، خاصة مع تراجع الدولة لحساب الفرد. ويكتفي أنصار الإسلام السياسي بالنظر للإسلام كمعطى حضاري مع الاستمرار في البحث عن المجتمع الفاضل[16]
- لقد تحول السودان الي بلد العجائب والغرائب والخوارق ولن يشفيه حوار الوثبة ولا التنظيم الخالف ولا الهبوط الناعم ولا نداء السودان الحل فقط في اقتلاع النظام من جذوره وقلب التربة ثم تسميدها وزراعة وطن جديد تماما تزدهر فيه الحرية والتنمية والرخاء والتنوير والعقلانية والعلم.[17]
- إن الترابي يحب النجومية والأضواء ولا يستطيع العيش بعيدا عن الاهتمام، وعندما يشعر بأنه في الظل، يفرقع التصريحات أو يطلق فتاوى مثيرة للجدل وكأنه يقوم بعمليات استريبتيز سياسية أو فقهية”، وأضاف أن السياسة البراغماتية الفائضة لدى الترابي، أضعفت من حسه الإنساني والعاطفي، فهو لو فكر إنسانيا لم يكن ليقبل ببيوت الأشباح في بدايات حكمه، ولكن رأى التعذيب مبررا لتحقيق غاية عظيمة هي تمكين الحكم الإسلامي.[18]
- يمثل إعدام الاستاذ محمود محمد طه عار مقيما لنا كسودانيين أن نكون الدولة التي تعدم انسانا بسبب افكاره في فجر القرن الحادي والعشرين. لقد ساءت أوضاع الحريات ليس من قبل الدولة فقط بل من مجموعات مهووسة ومتاجرين بالدين وهيئات مشبوهة تريد فرض مخططات تعصبية ليست وليدة الإسلام السوداني الصوفي المتسامح.[19]

## قائمة كتبه
| المؤلفات | المؤلفات                                             | المؤلفات | المؤلفات                                |
| السنة    | اسم الكتاب                                           | ملاحظات | الناشر                                  |
| -------- | ---------------------------------------------------- | --- | --------------------------------------- |
| 2017     | أنثروبولوجيا الشَعر والحجاب                           | الكتاب دراسة أنثربولوجية مطولة تتناول تاريخ الاهتمام بـالشَعر لدى شعوب العالم المختلفة منذ عصور سحيقة وحتى الآن | مركز الدراسات السودانية                 |
| 2015     | أزمنة الريح والقلق والحرية                           | يستعرض الكتاب حياته العريضة نوعاً وكَمّاً منذ النشأة والدراسة في السودان وألمانيا، وعلاقاته بالمثقفين وبكثير من الشخصيات العامة ومواقفه السياسية، وكذلك عمله وترحاله في كثير من الدول العربية. يقع الكتاب في 320 صفحة، ويعتبر بانوراما شاملة وممتعة لفترة ملأى بالاضطرابات في المنطقة العربية والعالم.                                                                                    | دار الحضارة والنشر                      |
| 2013     | الديمقراطية السودانية                                | مازال البحث عن معنى متفق عليه للديمقراطية يشغل الجميع في أنحاء العالم. ولكن يمكن القول بان معايير معينة وجدت قدراً معيناً من الإجماع، باعتبار أن وجود هذه المعايير أو بعض منها، في مجتمع معين يجعله في اتجاه القرب من الديمقراطية المعيارية، وتقترح عدد من المصادر الهامة عن الديمقراطية بعض المعايير التي ترى أنها حين تــستوفى في أي مؤسسة يمكن أن نطلق عليها صفة الديمقراطية. ومن أه | الحضارة للنشر                           |
| 2012     | الأمنوقراطية وتجدد الإستبداد في السودان              | عن الحكم والاستبداد في ظل الحكومة السودانية الحالية | مركز الدراسات السودانية - الحضارة للنشر |
| 2002     | أزمة الأقليات في الوطن العربي                        | تاليف مشترك لحيدر إبراهيم علي مع الكاتب ميلاد حنا..يتناول هذا الكتاب من المواضيع الشائكة موضوع الأقليات، ويبحث عن حلول عملية وواقعية لمشكلاتهم تؤدي لقيام دولة وطنية قوية تسعى نحو وحدة قومية، ويعرض تلك الحلول الناجعة من خلال حوارية بين مفكرين عربيين متميزين بسعة الاطلاع والتخصص الجامعي                                                                                         | مركز دراسات الوحدة العربية.             |
| 1999     | التيارات الإسلامية وقضية الديموقراطية                | ظل اهتمام التيارات والتنظيمات الإسلامية السياسية بقضية الديمقراطية لا تيعدى العموميات والمساجلات التي تحاول تأكيد أسبقية الإسلام. ولكن في السنوات الأخيرة لم تعد مسألة الديمقراطية مجرد هم نظري أو نقاش فكري، فقد أصبحت هذه التيارات والتنظيمات مطالبة بتحديد مواقف عملية وتأكيد ديمقراطيتها من خلال الممارسة والعمل اليومي والاحتكاك بالآخرين. لذلك نلاحظ اختلاف معالجة الإسلاميين   | دار الفكر للنشر. ISBN139781781925836    |
| 1999     | لاهوت التحرير: الدين والثورة في العالم الثالث        | | مركز الدراسات السودانية                 |
| 1999     | صورة الآخر: العربي ناظراً ومنظوراً إليه                | يضم هذا الكتاب وقائع ندوتين علميتين عقدتهما الجمعية العربية لعلم الاجتماع، وشارك فيهما ستة وخمسون باحثاً عربياً واجنبياً. وهو يحتوي على ثلاث وخمسين دراسة تبحث في مسألة الاخرية، ونظرة العرب إلى الأخر، ونظرة الأخر للعرب وللمهاجر العربي | مركز دراسات الوحدة العربيه              |
| 1996     | العنف والتطرف، في كتاب: ظاهرة العنف والتطرف          | | منتدى التنمية الخليجي                   |
| 1992     | الإبداع والتخلف، في كتاب الإبداعية في المجتمع العربي | | المجلس القومي للثقافة العربية           |